# El paciente interno
El paciente interno es uno de los 56 cuentos sobre Sherlock Holmes escrito por Arthur Conan Doyle. Fue publicado originalmente en The Strand Magazine y posteriormente recogido en la colección Memorias de Sherlock Holmes. La acción se sitúa entre 1881 y 1887, y casi todas las ediciones incluyen un comienzo, que en realidad pertenece a The Cardboard Box (La caja de cartón), en el que Holmes realiza un número de adivinación leyendo la mente del sorprendido doctor Watson. Existe también gran confusión respecto a la época del año en que transcurre el relato, ya que Watson habla de un octubre sofocante, con todo el mundo de vacaciones, y resulta difícil creer en un octubre sofocante en Londres y con la gente de vacaciones.

## Argumento
En el relato original, el caso comienza cuando Holmes y Watson regresan de un paseo al atardecer. Los espera un joven doctor del que, como es costumbre, el detective adivina varias circunstancias antes de haberlo visto, con gran asombro del visitante. Una vez hechas las presentaciones, Watson reconoce en Percy Trevelyan a un gran especialista en enfermedades nerviosas, autor de una monografía sobre las lesiones del sistema nervioso. El doctor Trevelyan, tras haber finalizado sus estudios y trabajado como subalterno en el King's College Hospital, obtuvo el premio Bruce Pinkerton por sus estudios sobre la catalepsia.
A pesar del brillante porvenir que todos le auguraban, al llegar el momento de instalarse, Trevelyan no poseía los medios para abrir consulta en Cavendish Square, la exclusiva zona donde los mejores especialistas atendían a sus clientes. De pronto, un día se presentó un caballero apellidado Blessington, que le propuso dejarle el dinero para instalarse en Brook Street. A cambio, el doctor debía entregarle las tres cuartas partes de sus ganancias.
Una vez que Trevelyan abrió la consulta, Blessington se instaló como enfermo interno, alegando que su débil corazón exigía una vigilancia continuada. Todo iba bien hasta unas semanas antes, con la llegada de dos nobles rusos, padre e hijo, que deseaban conocer su parecer sobre una extraña catalepsia. Después de una primera e incidentada visita, habían regresado esa tarde y, tras su partida, el señor Blessington, al volver de su cotidiano paseo, había encontrado que alguien había revuelto sus pertenencias, lo que lo sumió en el pánico más profundo, rogando al doctor Trevelyan que fuese a solicitar la ayuda de Holmes.
El caso se complica con el aparente suicidio de Blessington, pero Holmes descubrirá el enigma: tras el nombre de Blessington se ocultaba Sutton, un bandido que había delatado a sus compinches en un famoso atraco al banco de Worthingdon. Al salir de la cárcel, sus compañeros de fechorías habían acabado con él.